# Anaxita calypso
Anaxita calypso är en fjärilsart som beskrevs av Jean Baptiste Boisduval 1870. Anaxita calypso ingår i släktet Anaxita och familjen björnspinnare. Inga underarter finns listade i Catalogue of Life.